# Alice Marble
Alice Irene Marble (Beckwourth, 28 september 1913 – Palm Springs, 13 december 1990) was een tennisspeelster uit de Verenigde Staten van Amerika. Zij won tussen 1936 en 1940 achttien grandslamtitels, te weten vijf in het enkelspel, zes in het vrouwendubbelspel en zeven in het gemengd dubbelspel.

## Biografie

### Jonge jaren
Marble werd geboren in Beckwourth, in de Amerikaanse staat Californië. Op vijfjarige leeftijd verhuisde ze met haar familie naar San Francisco. Als kind hield ze zich bezig met meerdere sporten, waaronder honkbal. Het was haar broer die haar aanspoorde om tennis te proberen. Ze kreeg het spel al snel onder de knie, en oefende onder andere in het Golden Gate Park.  Als tiener won ze meerdere jeugdtoernooien.

### Carrière
Marble was een van de eerste vrouwen die de serve and volley manier van spelen gebruikte. Verder stond ze bekend om haar agressieve techniek genaamd de "killer instinct" approach. Dit droeg onder andere bij aan haar eerste overwinningen. In 1934 moest ze haar carrière tijdelijk staken toen tuberculose en pleuritis bij haar werden vastgesteld.
Op het U.S. Open won Marble in 1936, 1938, 1939 en 1940 het enkelspel voor vrouwen. Tussen 1937 en 1940 won ze viermaal op rij het vrouwendubbelspel. Haar overwinningen in het gemengd dubbelspel haalde ze samen met Gene Mako (1936), Don Budge (1938), Harry Hopman (1939), en Bobby Riggs (1940).
Op Wimbledon won Marble in 1939 het enkelspel, in 1938 en 1939 het vrouwendubbelspel, samen met Budge het gemengd dubbelspel in 1937 en 38, en met Riggs het gemengd dubbelspel in 1939.
In de jaren dat Marble meespeelde in de Wightman Cup-competitie (1933 en 1937–1939), verloor zij slechts één enkelspel- en één dubbelspelpartij.
Volgens Wallis Myers en John Olliff, journalisten van respectievelijk The Daily Telegraph en de Daily Mail, stond Marble van 1936 tot 1939 in de wereld-top tien. In 1939 stond ze in deze top tien op de eerste plaats.  Marble stond in 1932-33 en 1936-40 in de top tien van de United States Lawn Tennis Association.
In 1939 en 1940 werd Marble verkozen tot Associated Press Athlete of the Year.

### Privéleven
Na haar carrière werkte Marble korte tijd bij de Editorial Advisory Board van DC Comics, waar ze onder andere meewerkte aan Wonder Woman. Ze bedacht voor de stripreeks de extra bijlage  "Wonder Women of History", waarin het leven van prominente vrouwen uit de geschiedenis werd uitgediept.
Tijdens de Tweede Wereldoorlog was Marble getrouwd met piloot Joe Crowley. Hij kwam om in Duitsland. Enkele dagen voor zijn dood kreeg Marble een miskraam als gevolg van een auto-ongeluk. In 1945 stemde ze in om als spion voor de U.S. Intelligence naar Europa te gaan, in een poging informatie over de financiën van de Nazi’s los te krijgen van haar voormalige geliefde die als bankier in Zwitserland werkte. Tijdens deze opdracht werd ze neergeschoten, maar ze werd op tijd gered. Over dit hoofdstuk uit haar leven zijn maar weinig concrete details bekend, daar het verhaal zelf pas na Marble’s dood onthuld werd in haar tweede autobiografie Courting Danger.
Marble droeg bij aan de desegregatie binnen het Amerikaanse tennis, door onder andere in de juli 1950-editie van American Lawn Tennis Magazine openlijk Althea Gibson te steunen.
In 1964 werd Marble opgenomen in de International Tennis Hall of Fame. Ze vestigde zich nadien in Palm Springs, waar ze tot aan haar dood tennislessen bleef geven. Ze stierf aan de gevolgen van pernicieuze anemie. Het Alice Marble Tennis Courts in San Francisco is naar haar vernoemd.

## Grandslamfinales enkelspel
| jaar | toernooi    | tegenstandster in de finale | score          |
| ---- | ----------- | --------------------------- | -------------- |
| 1936 | US Open     | Helen Hull Jacobs           | 4–6, 6–3, 6–2  |
| 1938 | US Open (2) | Nancye Wynne-Bolton         | 6–0, 6–3       |
| 1939 | Wimbledon   | Kay Stammers Bullitt        | 6–2, 6–0       |
| 1939 | US Open (3) | Helen Hull Jacobs           | 6–0, 8–10, 6–4 |
| 1940 | US Open (4) | Helen Hull Jacobs           | 6–2, 6–3       |

## Grandslamtoernooien enkelspel
| toernooi        | 1931  | 1932  | 1933  | 1934  | 1935  | 1936  | 1937  | 1938  | 1939  | 1940  | carrière SR |
| --------------- | ----- | ----- | ----- | ----- | ----- | ----- | ----- | ----- | ----- | ----- | ----------- |
| Australian Open | A     | A     | A     | A     | A     | A     | A     | A     | A     | A     | 0 / 0       |
| Roland Garros   | A     | A     | A     | 2R    | A     | A     | A     | A     | A     | g.t.  | 0 / 1       |
| Wimbledon       | A     | A     | A     | A     | A     | A     | HF    | HF    | W     | g.t.  | 1 / 3       |
| US Open         | 1R    | 3R    | KF    | A     | A     | W     | KF    | W     | W     | W     | 4 / 8       |
| SR              | 0 / 1 | 0 / 1 | 0 / 1 | 0 / 1 | 0 / 0 | 1 / 1 | 0 / 2 | 1 / 2 | 2 / 2 | 1 / 1 | 5 / 12      |

g.t. = geen toernooi
A = geen deelname door Marble
SR = verhouding gewonnen grandslamtoernooien / totaal gespeelde grandslamtoernooien.